# Яндекс Пробки
Яндекс Пробки — веб-сервис компании «Яндекс», позволяющий узнать информацию о дорожных пробках. Представляет собой расширение функциональности Яндекс Карт. Имеет элементы социальной сети.
Является лидером рынка «пробочных» сервисов.

## История
В 2001 году пейджинговой компанией НПС «Континенталь» был разработан программно-аппаратный комплекс «RoadInformer», который представлял систему по сбору и обработке дорожной информации и передачи её на персональные терминалы. Спустя два года проект «RoadInformer» был приобретён пейджинговой компанией «ВессоЛинк», для создания на её базе информационной системы обслуживания своего проекта «СМИлинк».
Сервис «Пробки в Москве» был запущен в мае 2006 года и использовал информацию компании «СМИлинк».
В 2008 году «Яндекс» поглотил «СМИлинк»; пробки также претерпели изменения, и была опубликована версия «Пробки 2.0».
В 2009 Яндекс Карты (мобильная и компьютерная версия) научились прокладывать маршруты с учётом пробок.
В 2010 появилась «Статистика пробок», показывающая картину дорожных заторов, характерную для конкретного дня и часа. Посмотреть статистику можно, выбрав положение «Обычно» в окошке пробочного сервиса (текущая картина отображается в положении «Сейчас»).
1 ноября 2010 года появилась функция «Разговорчики» для отправления комментариев, не касающихся непосредственно дорожной ситуации. Это ознаменовало превращение дорожного сервиса «Яндекса» в своеобразную социальную сеть.
В 2012 появился краткосрочный прогноз пробок (подробно механизм действия описан на конференции YaC 2012).
На март 2013 года, сервис «Яндекс Пробки» покрывает:
- 41 город России
- 36 городов Украины
- 2 города Казахстана (Астана и Алма-Ата)
- 2 города Турции (Стамбул и Анкара)[10]
- 2 города Белоруссии (Минск и Гродно).

С 2017 года сервис не работает в Украине.

## Общие сведения Яндекс Пробок
Яндекс собирает информацию о средней скорости со смартфонов водителей, у которых запущен Яндекс Навигатор или мобильные Яндекс Карты со включённым режимом «Сообщать о пробках». Информация представляет собой GPS-координаты и время, собирается и обрабатывается полностью автоматически. Аналогичные данные Яндекс получает от своих партнеров, компаний, обладающих парком автомобилей, оборудованных GPS-приёмником и модемом. Для ряда крупнейших городов рассчитывается общегородская загруженность дорог по десятибалльной шкале. Для каждого города шкала баллов настроена индивидуально.
Команда сервиса — 100 человек, включая менеджеров и маркетологов.
Полученная информация о пробках накладывается на карту города в виде красных, желтых и зеленых стрелок (соответственно:  красная - пробка,  жёлтая - дорога относительно свободна и зелёная - полностью свободна).Черными стрелками обозначают перекрытые дороги.
Согласно внутренней терминологии компании «Яндекс», пробкой считается движение со скоростью ниже 20 км/ч по большим дорогам и ниже 10 км/ч — по малым.
Данные аналитического центра «Яндекс Пробок» поступают в мобильное приложение и веб-версию Яндекс Карт, в радиостанции и телеканалы, отображаются на придорожных экранах. Веб-мастера могут установить карту пробок на свой сайт, используя API Яндекс Карт.
Также получить информацию о пробках можно через приложение Я.Онлайн, «Элементы Яндекса», виджет для Windows Vista, Mac OS X и браузера Opera. «Яндекс Пробки» поставляют информацию для некоторых спутниковых навигаторов.
Для получения информации о пробках в веб-версии Яндекс Карт (для настольных компьютеров) достаточно нажать на кнопку «Пробки» в верхней части карты. Карта города покроется сеткой из разноцветных линий, при наведении на которые можно узнать среднюю скорость движения на данном участке.
С учётом пробок можно построить маршрут, как на машине, так и на общественном транспорте. Есть функция краткосрочного прогнозирования (на 1 час) дорожной ситуации и статистическая информация об обычном состоянии дорог в данном месте в выбранное время и день недели.
Отличительная особенность «Яндекс Пробок» — наличие сервиса «Разговорчики», который организует общение людей путём расстановки событий на карте. Эта особенность превращает сервис в своеобразную соцсеть.

## Интересные факты
- В 2011 году в Зеленоградском административном округе г. Москвы был проведен эксперимент по настройке светофора с помощью «Яндекс Пробок»[17].
- Одна из задач на Чемпионате мира по командному программированию изначально задумывалась как решение для Яндекс Пробок[18].